# Staphylococcus caprae
Staphylococcus caprae es una bacteria Gram positivo, esférica,  miembro del género Staphylococcus. S. caprae es una coagulasa-negativa.  Originalmente aislada de ovejas ("caprae":  "de una oveja") pero miembros de esta especie han sido también aislados de muestras humanas.
S. caprae es comensal de la piel humana, pero puede implicarse en infecciones del  torrente sanguíneo, tracto urinario, huesos y articulación.  Debido a que S. caprae es difícil de identificar definitivamente en laboratorio, es probable que aparezca mucho más de lo que indica la literatura médica.